# Skynindo
Skynindo (PT Cipta Skynindo) – indonezyjski dostawca telewizji satelitarnej. Oferuje dostęp do 30 kanałów free-to-air oraz 60 stacji zagranicznych.
Przedsiębiorstwo Skynindo zostało założone w 2000 roku. Usługa w obecnej postaci wystartowała w 2010 roku i stała się jedną z najważniejszych usług płatnej telewizji w Indonezji.
Platforma działa z satelity ChinaSat 10 (110,5°E) w paśmie C w MPEG-4, a sygnał koduje w systemie StarGuide.